# Flashback Records (Finland)
Flashback Records is een Fins platenlabel, dat zich richt op het uitgeven van Italodisco, met name Italiaanse dansmuziek uit de jaren tachtig die niet eerder is uitgekomen. Het werd opgericht door Kimmo Salo en is gevestigd in Vääksy. Sublabels van Flashback Records zijn Disco Evolution en Rebirth Records.
Op het label kwam muziek uit van onder meer Tom Hooker, Italove, George Aaron, Riccardo Campa, Roby & Claudia, Tiziana Rivale, Dyva, Peter Arcade, Marc Fruttero en  Bruno Mosti.